# Pan-STARRS
| LINEAR NEAT Spacewatch LONEOS | CSS Pan-STARRS NEOWISE ostali |

Teleskop panoramskog pregleda i sustav brzog odgovora (eng. Panoramic Survey Telescope and Rapid Response System; Pan-STARRS 1; zvjezdarnički kod: F51, i Pan-STARRS 2 zvjezdarnički kod: F52), sustav smješten u zvjezdarnici Haleakalā na Havajima, u SAD. Čine ga astronomske kamere, teleskopi i računalni kapaciteti koji neprekidno pregledavaju nebo traže promjenljive objekte te također proizvode prikladnu astrometriju i fotometriju već otkrivenih objekata. Siječnja 2019. najavljeno je izdanje drugog skupa Pan-STARRS-ovih podataka. Veličine od 1,6 petabajta, najveći je skup astronomskih podataka ikad objavljenih.

## Vanjske poveznice
- Službene stranice  Arhivirana inačica izvorne stranice od 30. listopada 2017. (Wayback Machine)